# San Marino (diacono)
Marino (Loparo, 275 – Città di San Marino, 3 settembre 366) è stato, secondo la tradizione, uno scalpellino di origine dalmata che nel 301 fu il fondatore della Serenissima Repubblica di San Marino, o meglio, della comunità del monte Titano, divenuta indipendente nel secolo VIII, dopo la caduta dell'Esarcato bizantino.
È venerato come santo dalla chiesa cattolica che lo commemora il 3 settembre.

## Agiografia
Marino, scalpellino originario dell'isola di Arbe - nella Dalmazia settentrionale - alla fine del III secolo venne in Italia, insieme a san Leo (o Leone), per la ricostruzione delle mura di Rimini e per sfuggire alla persecuzione contro i Cristiani iniziata dall'imperatore Diocleziano.
Gli scalpellini, giunti a Rimini, furono inviati per tre anni sul Monte Titano per estrarre e lavorare la roccia. In seguito Marino e Leo si divisero: il primo tornò a Rimini, l'altro si rifugiò sul Monte Feliciano (o Monte Feltro) dove edificò anche una chiesa. Quest'insediamento sul Monte Feliciano prenderà poi il nome di San Leo.
Marino rimase a Rimini per dodici anni e tre mesi. Qui, oltre a dedicarsi al lavoro materiale, professava la parola del Signore ed avvicinò alla fede cristiana molti abitanti di Rimini.
Giunse però dalla Dalmazia una donna che dichiarava essere la sua legittima sposa e, dopo aver cercato invano di sedurlo, si rivolse alle autorità romane. Marino decise di fuggire da Rimini, risalì la valle del fiume Marecchia, il Rio San Marino, e giunse al suo primo rifugio, la grotta della Baldasserona.
Dopo un anno passato nel rifugio, venne scoperto da alcuni allevatori che diffusero la notizia del ritrovamento. La donna si recò ancora dal santo, che si chiuse nel suo rifugio senza cibo per sei giorni. Al sesto giorno la donna abbandonò il suo progetto, ritornò a Rimini dove confessò di aver agito contro un santo, e quindi contro il Signore.
Marino abbandonò dunque il suo rifugio, risalì il Monte Titano e costruì una piccola cella ed una chiesa dedicata a San Pietro.
Un uomo però, tale Verissimo, figlio della vedova Felicissima, proprietaria del terreno su cui sorgeva il monte, protestò contro la presenza del Santo. Marino pregò il Signore di tenere sotto controllo il ragazzo, che in quell'istante cadde a terra paralizzato.
Felicissima chiese allora perdono al santo in cambio della sua conversione e battesimo ed un appezzamento di terra dove Marino avrebbe voluto essere seppellito. Verissimo ritrovò dunque piene facoltà e cinquantatré suoi parenti si convertirono.
Il vescovo di Rimini, Gaudenzio, convocò Leo e Marino per esprimere riconoscenza, consacrando anche il primo, sacerdote, e il secondo, diacono. Al ritorno da Rimini, la tradizione vuole che Marino abbia trovato un orso che aveva sbranato l'asino, suo compagno di lavoro.
Marino allora comandò all'animale di sostituirsi all'asino nei pesanti ed umili lavori per il resto della vita.
Mentre a Rimini si accendeva una nuova persecuzione, Marino morì sul Monte Titano, secondo la tradizione, il 3 settembre 366 d.C., probabilmente novantenne. Prima che morisse, sempre secondo la tradizione, Marino chiamò a sé gli abitanti dell'insediamento nato sul Titano e pronunciò le parole:
I due uomini da cui Marino avrebbe "liberato" i concittadini erano l'imperatore ed il papa, sovrano dell'Impero l'uno, l'altro dello Stato Pontificio: queste parole sono il fondamento dell'indipendenza della Repubblica salvaguardata nel corso dei secoli.
(Incipit dell'opera agiografica Vita Sancti Marini)

## Leggenda e realtà

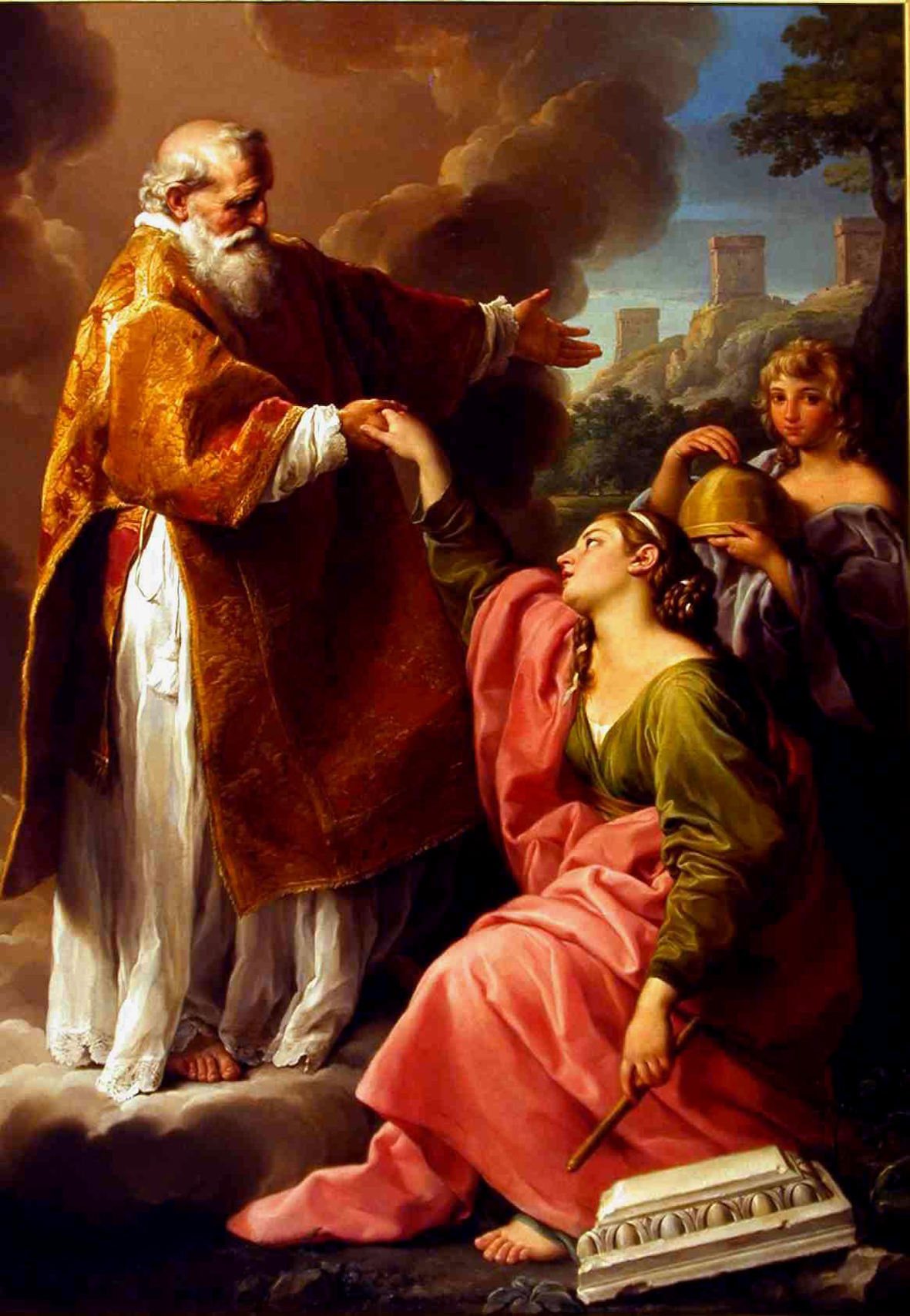
San Marino risolleva la Repubblica (1740), dipinto di Pompeo Batoni commissionato dai cittadini sammarinesi e donato al card. Domenico Riviera per il ruolo avuto durante l'occupazione alberoniana.

Le vicende legate a san Marino sono giunte fino a noi grazie alla Vita Sancti Marini, testo agiografico redatto verso la fine dell'anno 900. Sono presenti però altre versioni della vita del santo ed alcune di queste presentano numerose differenze con la leggenda tradizionale.
Si ritiene che la famosa frase Relinquo vos liberos ab utroque homine sia frutto di una concezione medievale del potere, e non del III-IV secolo, periodo in cui il santo visse: furono di questo parere Giosuè Carducci, quando pronunciò nel 1894 il discorso per l'inaugurazione del nuovo Palazzo pubblico di San Marino, e lo studioso svizzero Paul Aebischer:
(Giosuè Carducci)
(Paul Aebischer)
Tuttavia la leggenda è diventata fondamentale per la storia e l'indipendenza della piccola Repubblica nel corso degli anni.

## Culto
Il culto di San Marino è molto forte nell'omonima Repubblica.
Oltre ad essere patrono della Repubblica, insieme a san Leo e sant'Agata, è il patrono dei tagliapietre.
La basilica di San Marino, nella Città di San Marino, è dedicata al santo.
La memoria liturgica del santo ricorre il 3 settembre, giorno della sua morte (ma del 366 e non del 301, come tradizione) e festa nazionale della Repubblica di San Marino.

## San Marino nelle arti
Nel corso dei secoli gli artisti si sono sbizzarriti ad immaginare Marino in tanti modi poiché non vi sono sue immagini che risalgono all'epoca. Prima del XVIII secolo si prediligeva immaginare Marino con un aspetto giovanile mentre in seguito si è prediletta l'immagine di un uomo più anziano. Nei quadri compaiono spesso i simboli del suo lavoro di scalpellino oppure l'orso che la leggenda narra abbia ammaestrato. Regge quasi sempre il Monte Titano con le sue tre rocche.

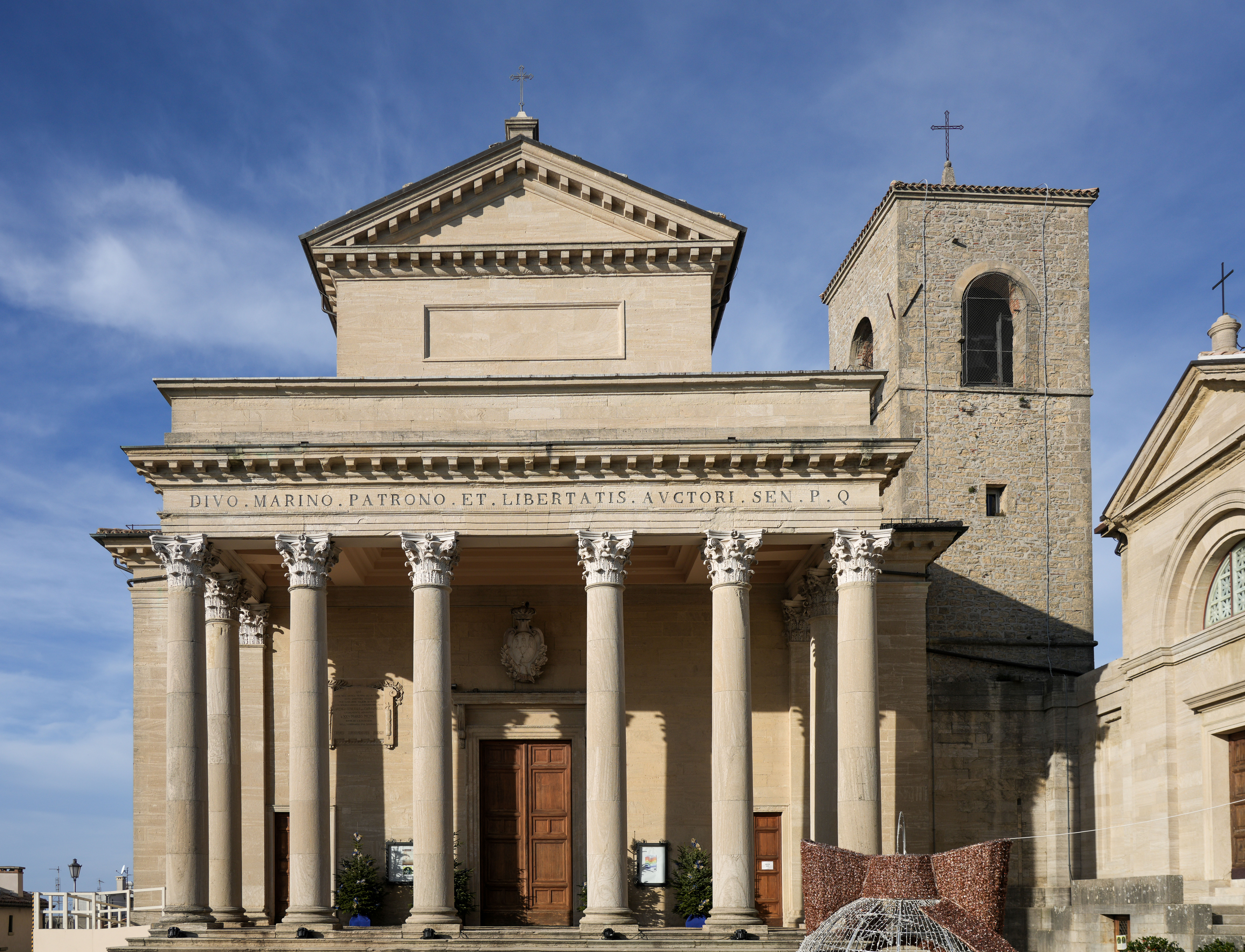
Basilica di San Marino

Numerose sono le opere (sia scultoree sia pittoriche) raffiguranti il santo sparse per la Repubblica, tra queste è famoso il Polittico di san Marino del pittore rinascimentale italiano, di scuola forlivese, Francesco Menzocchi, già nell'antica Pieve di San Marino e conservato nel Museo di Stato di San Marino.
Tra le opere scultoree si può ricordare la statua in bronzo raffigurante il santo posta dinnanzi al Palazzo pubblico e recante la scritta Ave Marine libertatis fundator / salvam fac rem publicam tuam.
Il santo è stato raffigurato su molte monete sammarinesi ed attualmente una sua effigie, ispirata ad una tela del Guercino, è impressa sulle monete euro sammarinesi da 20 centesimi della prima serie; nel valore da 50 centesimi (particolare di un dipinto di Emilio Retrosi) e da due euro (particolare di un dipinto di Giovanni Battista Urbinelli) nella seconda serie.